# Амбруаз Воллар
Амбруа́з Волла́р (фр. Ambroise Vollard; 3 липня 1866, Сен-Дені, Реюньйон — 21 липня 1939, Версаль) — французький торговець картинами, видавець і колекціонер.

## Походження і навчання
Воллар народився на острові Реюньйон, що був колонією Франції у XIX столітті. Був сином нотаріуса. Батько направив сина навчатися юриспруденції у Францію, де він почав навчання спочатку в місті Монпельє, а потім в Парижі. Паризьку Школу права Воллар закінчив у 1888 р., а студентом підробляв клерком у арт-дилера.

## Захоплення мистецьким бізнесом
Вільний час і паризька атмосфера мистецтва, багато нових картин і новітніх течій в мистецтві сильно вплинули на свідомість Воллара. Він полишає юриспруденцію і стає арт-дилером, що спеціалізується на сучасному мистецтві, на його перепродажах.

## Дрейф від сміливців у живописі до авангардистів
У 1893 році Воллар відкрив невелику власну арт-галерею на Rue Laffitte. Ця вулиця була паризьким центром продажу витворів мистецтва. Саме тут відбулися декілька великих виставок цікавих сучасних майстрів, мало визнаних офіційним мистецтвом і суспільством Франції. Воллар врятував славу багатьох дійсно великих художників, серед яких Едуард Мане, Ван Гог, ранішній Пікассо, Шагал. Але рятуючи, заробляв великі гроші. В його діях найменше було просвітництва чи сприяння культурним обмінам і найбільше — спекуляцій.
Відбувся незвичний дрейф зацікавленості Воллара як продавця картин від сміливця в живопису Едуарда Мане до представників авангардистських течій — Сезанна, Пікассо, Шагала , Матісса.
Обмеженість смаків Воллара однак стала на заваді й не дала йому змоги розпізнати реалістичні корені в кубізмі Пікассо. Адже уся іспанська провінційна, побутова, непарадна архітектура — досить «кубістична» в реальності (картини Пікассо «Фабрика в селищі Хорта де Ербо» 1909 та інші). І Воллар розірвав співробітництво з Пікассо на деякий час.
Богемний і надто широкий за стилістичними пошуками Пікассо, однак, створив декілька портретів Воллара в різних стилях — від цілком реалістичних малюнків (Воллар на стільці,1915, Метрополітен-музей) до портрету в стилі кубізм (1910, Москва). Компліментарні і реалістичні портрети Воллара малювали і інші художники — від Ренуара до Валлотона.

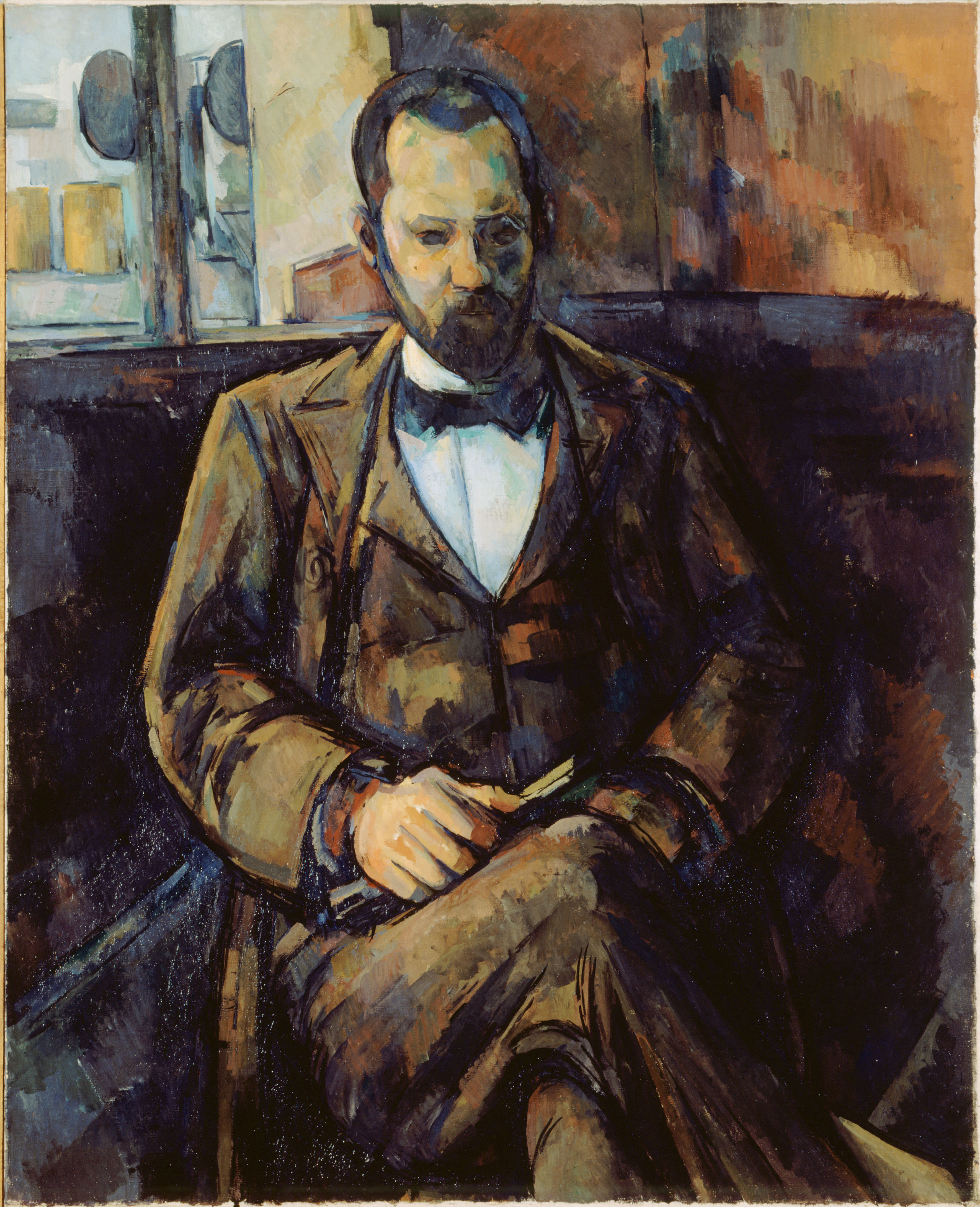
Портрет пензля Сезанна
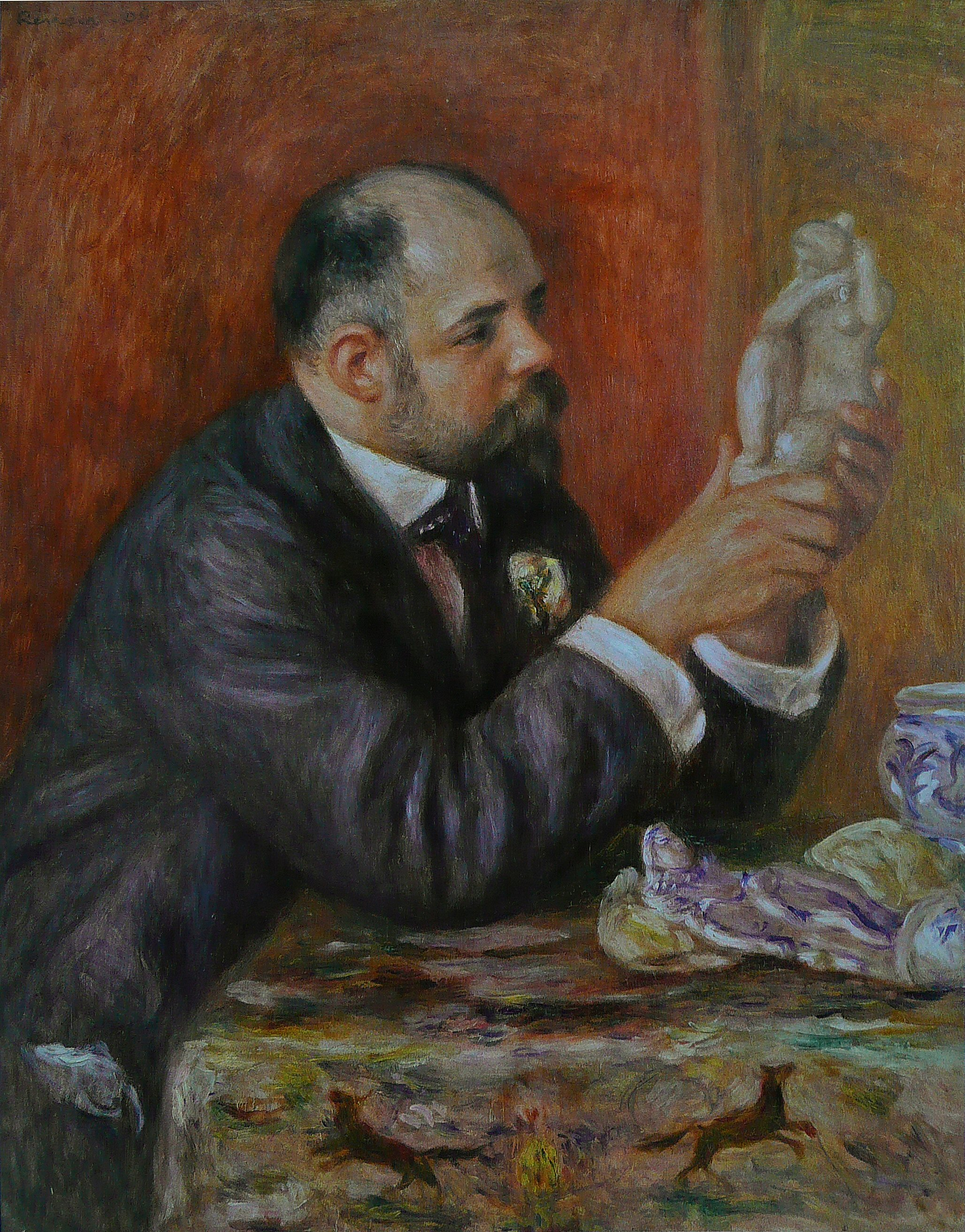
портрет пензля Ренуара.Інститут Курто

## Бізнесмен
Воллар не справляв приємного чи привітного враження, як меценат Модільяні — Леон Зборовський. «Різка, груба людина» — писали про нього. Він і до витворів мистецтва ставився як до товару: купити дешево — продати якомога дорожче! Твердо засвоївши, що добре продаються твори уславлених художників, Воллар почав сам робити славу митцям (деякі і справді цього заслуговували, Ван Гог, наприклад). Так, він витяг за вуха славу нікому не відомого провінціала Сезанна, зробивши його генієм. Дуже дешево Воллар викупив 150 картин Сезанна і дуже дорого перепродав їх, в тому числі іноземцям.
Багатії різних країн їхали в Париж за враженнями. Ці враження у вигляді незвичних і скандальних картин і забезпечував їм Воллар. Тому серед його клієнтів — покупців і Гертруда Стайн зі Сполучених Штатів, і Сергій Щукін з Російської імперії.
Порочні методи Воллара підхопили арт-дилери XX століття, коли почали робити «невизнаними геніями» по різному обдарованих майстрів. Ринкова і художня вартість багатьох картин ризиковано розпалась, розійшлася. Є скандальні картини, що дорого продаються, але їх художня вартість невелика чи дуже сумнівна.

## Кінець життя
Він таки зробив собі ім'я в художніх колах, бо нібито приятелював з багатьма митцями, якщо ті плутали ділові відносини з відносинами дружніми. Серед «приятелів» Воллара дуже різні за характером, звичками, масштабом особи художники — Ренуар , Моріс Дені, П'єр Боннар, Пікассо, Жан-Луї Форен, Шагал, Матісс, Фелікс Валлотон, що викликає надзвичайні сумніви в дружніх стосунках.
Воллар не мав прямих спадкоємців. Загинув в автомобільній аварії і помер в містечку Версаль. Його митецька колекція була поділена між дальніми родичами, перепродана чи пограбована.